# Liverpool Beach
Der Liverpool Beach (bulgarisch Ливърпулски бряг Liwarpulski Brjag) ist ein 1,8 km langer, halbmondförmiger Strand an der Südküste der Livingston-Insel im Archipel der Südlichen Shetlandinseln. Am Ostufer der Walker Bay liegt er östlich des Hannah Point, südwestlich des Ustra Peak und südlich der Mündung des Werila-Gletschers. Er zählt zu den von Kreuzfahrtschiffen am häufigsten angelaufenen Orten in der Antarktis.
Britische Kartierungen erfolgten 1821, 1962 und 1968, argentinische 1959 und 1980, chilenische 1971, spanische 1991 und bulgarische 2005 sowie 2009. Die bulgarische Kommission für Antarktische Geographische Namen benannte ihn 2010 nach der britischen Stadt Liverpool, Heimathafen zahlreicher Robbenfänger, die im 19. Jahrhundert in den Gewässern um die Südlichen Shetlandinseln operiert hatten.